# العلاقات البالاوية العمانية
العلاقات البالاوية العمانية هي العلاقات الثنائية التي تجمع بين بالاو وسلطنة عمان.

## مقارنة بين البلدين
هذه مقارنة عامة ومرجعية للدولتين:
| وجه المقارنة                                              | بالاو                         | سلطنة عمان    |
| --------------------------------------------------------- | ----------------------------- | ------------- |
| المساحة (كم2)                                             | 465                           | 309.50 ألف    |
| عدد السكان (نسمة)                                         | 21.73 ألف                     | 4.64 مليون    |
| الكثافة السكانية (ن./كم²)                                 | 4.67 ألف                      | 14.99         |
| العاصمة                                                   | نغيرولمود، كورور              | مسقط          |
| اللغة الرسمية                                             | لغة إنجليزية، اللغة البالاوية | اللغة العربية |
| العملة                                                    | دولار أمريكي                  | ريال عماني    |
| الناتج المحلي الإجمالي (بليون دولار)                      | 291.54 مليون                  | 72.64 مليار   |
| الناتج المحلي الإجمالي (تعادل القوة الشرائية) بليون دولار | 326.12 مليون                  | 179.49 مليار  |
| الناتج المحلي الإجمالي الاسمي للفرد دولار أمريكي          | 13.50 ألف                     | 15.55 ألف     |
| الناتج المحلي الإجمالي للفرد دولار أمريكي                 | 14.76 ألف                     | 38.63 ألف     |
| مؤشر التنمية البشرية                                      | 0.780                         | 0.793         |
| رمز المكالمات الدولي                                      | +680                          | +968          |
| رمز الإنترنت                                              | .pw                           | عمان          |
| المنطقة الزمنية                                           | ت ع م+09:00                   | ت ع م+04:00   |

## منظمات دولية مشتركة
يشترك البلدان في عضوية مجموعة من المنظمات الدولية، منها:
| علم المنظمة | اسم المنظمة                        | تاريخ انضمام بالاو | تاريخ انضمام سلطنة عمان |
| ----------- | ---------------------------------- | ------------------ | ----------------------- |
|             | مؤسسة التنمية الدولية              | 16 ديسمبر 1997     | 1973                    |
|             | الأمم المتحدة                      | 15 ديسمبر 1994     | 7 أكتوبر 1971           |
|             | منظمة حظر الأسلحة الكيميائية       | ?                  | ?                       |
|             | مؤسسة التمويل الدولية              | 16 ديسمبر 1997     | 1973                    |
|             | وكالة ضمان الاستثمار متعدد الأطراف | 16 ديسمبر 1997     | 1989                    |
|             | يونسكو                             | 20 سبتمبر 1999     | 10 فبراير 1972          |
|             | البنك الدولي للإنشاء والتعمير      | 16 ديسمبر 1997     | 1971                    |

## وصلات خارجية
- موقع وزارة الخارجية العمانية